# Nanoparia luckhoffi
Nanoparia luckhoffi è un rettile estinto, appartenente ai pareiasauri. Visse nel Permiano superiore (circa 257 - 255 milioni di anni fa) e i suoi resti fossili sono stati ritrovati in Sudafrica.

## Descrizione
Rispetto alla maggior parte degli altri pareiasauri, questo animale era di dimensioni modeste: era lungo circa 60 centimetri e il peso doveva essere compreso tra gli 8 e i 10 chilogrammi. Nanoparia era caratterizzato da un muso molto appuntito in vista dorsale, ed erano presenti elementi superficiali nell'area tra osso squamoso e quadratojugale. Come tutti i pareiasauri, Nanoparia doveva essere dotato di un corpo a botte ricoperto di osteodermi e di solide e tozze zampe. 

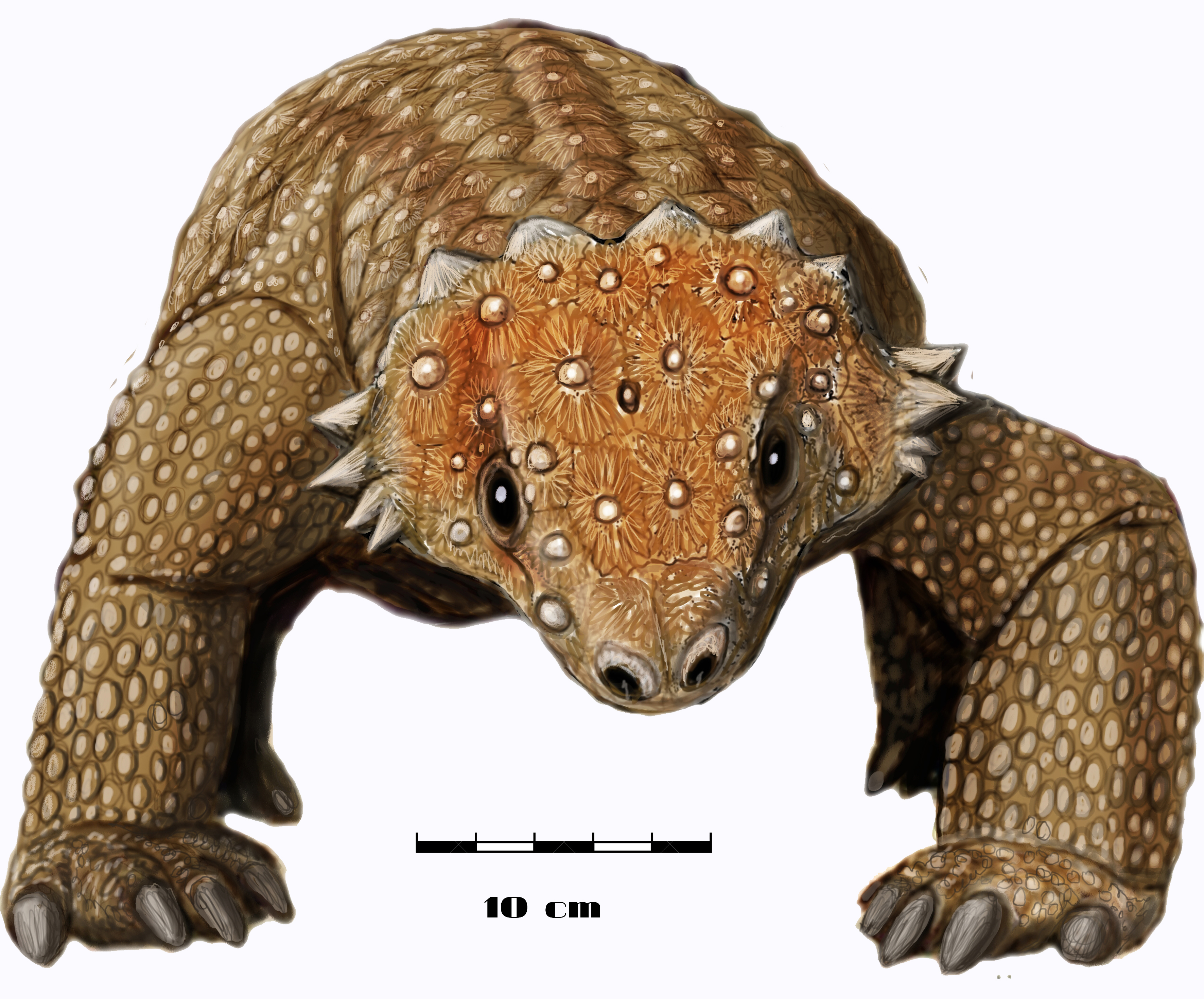
Ricostruzione di Nanoparia

## Classificazione
Descritto per la prima volta da Robert Broom nel 1936, Nanoparia luckhoffi è noto per resti fossili ritrovati in terreni del Permiano superiore sudafricano. Nanoparia è stato anche considerato da Alfred Romer un sinonimo del ben più grosso Pareiasaurus, ma le differenze morfologiche tra i due generi sembrerebbero essere sufficienti a mantenere la distinzione; Orlov, invece, lo considerò un parente stretto del ben noto Elginia, mentre Kuhn distinse i due generi a causa della differenza nelle proporzioni corporee. Secondo Lee (1997) Nanoparia farebbe parte di un clade noto come Pumiliopareiasauria, comprendente forme di piccole dimensioni e dalle caratteristiche specializzate, che è stato considerato anche ancestrale alle tartarughe. 